# Nanotyrannus
Nanotyrannus („Malý tyran“) byl potenciálně samostatný a vědecky platný rod středně velkého teropodního dinosaura z čeledi Tyrannosauridae, žijícího v období nejpozdnější křídy (asi před 68 až 66 miliony let) na území dnešního západu Severní Ameriky.

## Popis
Jednalo se asi o 6 metrů dlouhého tyranosauridního teropoda, který žil na konci období pozdní křídy na území západu Severní Ameriky. Novější vědecké studie však platnost tohoto taxonu nepodporují a spíše dokazují, že ve skutečnosti jsou všichni domnělí jedinci nanotyrana pouze mladými (juvenilními) exempláři populárního obřího teropoda druhu Tyrannosaurus rex.
Na začátku roku 2024 byla publikována odborná práce, podle níž je Nanotyrannus lancensis přece jen platným druhem menšího tyranosaurida, nespadajícího do druhu Tyrannosaurus rex.

## Historie
Původní nález lebky z roku 1942 byl o čtyři roky později popsán jako Gorgosaurus lancensis (dnes je tento nález řazen do rodu Albertosaurus). V roce 1988 však tým paleontologů pod vedením Roberta Bakkera vyslovil názor, že se jedná o samostatný rod malého tyranosaurida a stanovil tedy nový taxon Nanotyrannus lancensis. Podle Bakkera asi 5,2 metru dlouhý příbuzný tyranosaura o hmotnosti kolem 450 kilogramů vykazoval plně srostlé lebeční kosti a mělo tedy jít o dospělého jedince. Při této velikosti byl ovšem výrazně menší než ostatní pozdně křídoví tyranosauridi a musel by tedy představovat zástupce nového rodu. Zhruba od roku 2000 však v paleontologické komunitě převažuje názor, že se ve skutečnosti jedná o mladého jedince druhu T. rex.
V roce 2016 byl oznámen objev série fosilních otisků stop středně velkého tyranosaurida ve Wyomingu. Vzhledem ke stáří stop (souvrství Lance, 66 milionů let) a k velikosti stop (délka do 47 cm) se mohlo jednat o otisky stop mláděte až subadultního jedince tyranosaura nebo právě o dospělého jedince nanotyrana.

## Objev Jane
V roce 2001 byl objeven velmi dobře zachovaný jedinec nedospělého tyranosaura, který dostal přezdívku "Jane". Šlo nejspíš o mládě tyranosaura s délkou asi 6,5 metru a hmotností kolem 680 až 930 kg. Podobnost s původním materiálem nanotyrana je poměrně značná. I díky tomuto objevu dnes spíše převládá názor, že Nanotyrannus je pouze juvenilní (nedospělý) exemplář rodu Tyrannosaurus. Dle Bakkera lovili tito teropodi ve smečkách, což je však obtížné prokázat. Existenci nanotyrana by mohl prokázat skvěle dochovaný exemplář, objevený roku 2006 v Montaně, který je součástí exponátu tzv. "dinosauřích duelantů" a má být prodán v aukci.

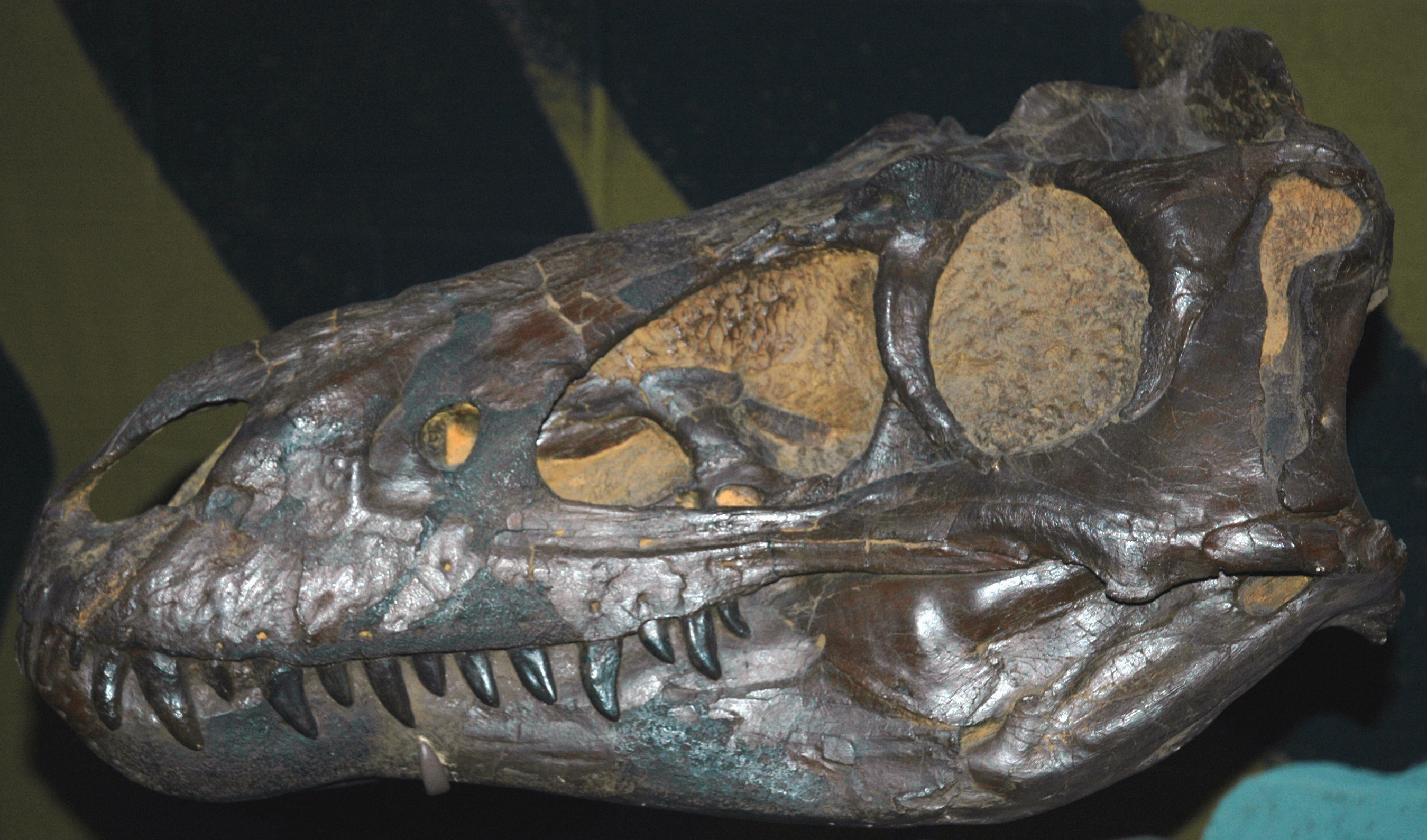
Lebka holotypu Nanotyrannus lancensis

## V populární kultuře
Nanotyrannus se objevuje také ve druhé epizodě trikového dokumentu o pravěkých dravcích Jurassic Fight Club z roku 2008 nebo v knize Vladimíra Sochy s názvem Poslední dny dinosaurů (2016; zde je ale zachováno pravděpodobné zařazení nanotyrana do druhu T. rex).